# Onze Lieve Vrouwelyceum

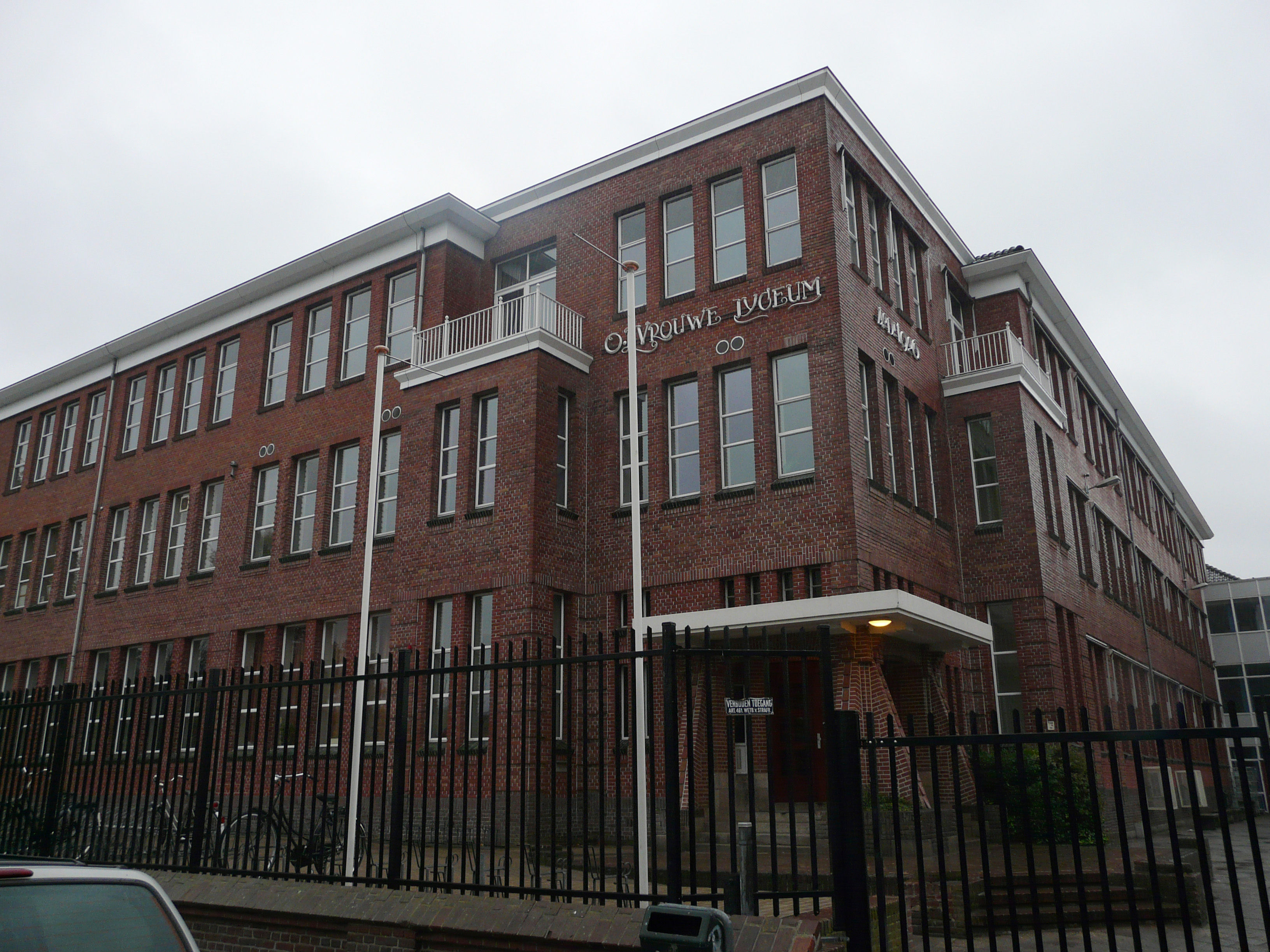
Hoofdgebouw van het Onze Lieve Vrouwelyceum. De derde bouwlaag dateert van na de oorlog en huisvestte aanvankelijk de nieuw gestichte meisjesafdeling. Thans is het oude gebouw met een grote nieuwbouw verbonden.

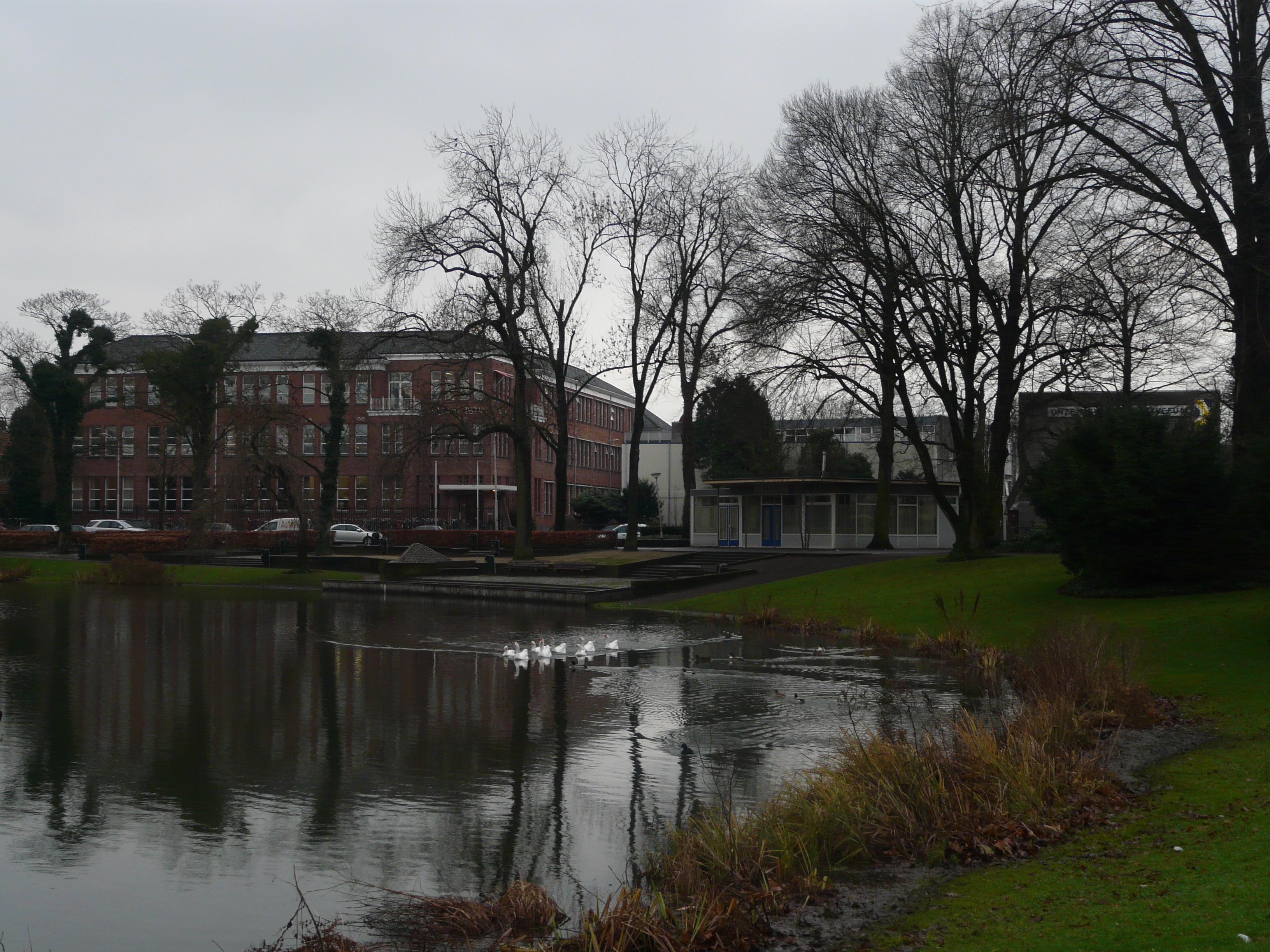
Onze Lieve Vrouwelyceum, gelegen bij de vijver van het Wilhelminapark

Het Onze Lieve Vrouwelyceum te Breda is een katholieke school voor havo, atheneum en gymnasium, gelegen bij de vijver van het Wilhelminapark. 
De school werd vroeger in de wandeling kortweg Het Lyceum genoemd, maar wordt meer recent aangeduid als het OLV.
In 2016 had de school 1574 leerlingen, van wie 859 meisjes en 715 jongens.
Het lyceum is in 1922 gesticht en was de eerste en gedurende drie decennia ook de enige katholieke school voor VHMO in Breda. Het werd gevestigd aan het Wilhelminapark, aan de oostzijde van de stad, net buiten de singels en de toenmalige stadsbebouwing. Nog wel binnen de eerste stadsring bevonden zich al langer het Stedelijk Gymnasium (uit 1887) en de Rijks-HBS als openbare vhmo-scholen, maar die bedienden in het overwegend katholieke Breda een beperkter publiek.

## Naam
Anders dan de naam wellicht doet vermoeden, was de school lange tijd alleen een jongensschool. De naam verwees naar de Grote of Onze-Lieve-Vrouwekerk, het symbool van Breda. Bovendien voegde de school zich met deze naam in een Vlaams-Brabantse traditie (vergelijkbare gelijknamige scholen onder meer in Antwerpen, Brugge (Assebroek), Genk, Halle, Ieper, Tienen en Tongeren).
De straat in het Wilhelminapark waaraan het lyceum ligt, is na de oorlog omgedoopt in Paul Windhausenweg. Zij is genoemd naar een vroegere tekenleraar van de school, Paul Windhausen, die als leider van een verzetsgroep aan het eind van de oorlog door de Duitsers om het leven is gebracht, op een landgoed bij de Bredase bossen, slechts drie weken voor de bevrijding van de stad.

## Ontstaansgeschiedenis
In 1916 kregen de plannen om een RK lyceum in Breda op te richten vaste vormen. Tot dan toe bestond er namelijk geen RK lyceum in Breda, maar gingen de katholieken bijvoorbeeld naar de openbare Rijks-HBS en het openbare gymnasium in deze plaats, dan wel naar RK scholen elders. Het lyceum zou moeten gaan bestaan uit een HBS, een gymnasium en een handelsschool. Een maand later werd een commissie opgericht die zich met die oprichting zou gaan bezighouden: mr. H.J.J. van den Biesen werd voorzitter, mr. L.J.W. Smit werd secretaris. Nog in 1918 werd aangegeven dat er geen RK lyceum in Breda was. Toen in 1922 het gebouw van het St-Elisabethgesticht vrijkwam door de bouw van een nieuw gasthuis, werd dat gebouw door de moeder-overste ter beschikking gesteld van de in 1916 opgerichte commissie. Daarop kon in september 1922 met het RK Lyceum in Breda worden begonnen: een lyceum dat begon met het eerste leerjaar en zich vanaf het derde splitste in gymnasium, HBS en handelsschool. Drs. J. Gerretzen werd de eerste rector. Daarna werden door middel van advertenties leraren geworven. Op 5 september 1922 werd het lyceum geopend met een Heilige Mis, waarna de lessen op vrijdag 8 september 1922 begonnen. Nog in hetzelfde schooljaar werd de school erkend. In februari 1935 werd het 12,5-jarig bestaan van het lyceum plechtig gevierd.

## Monopoliepositie
Breda heeft in de tweede helft van de 20e eeuw een sterke groei doorgemaakt, waartoe enkele gemeentelijke herindelingen hebben bijgedragen. In 1940 telde de stad ruim 50.000 inwoners. Ongeveer vijftien jaar later passeerde haar inwonertal al de 100.000. De bevolking is in de 65 jaar nadien nog eens met bijna 85% gestegen: op 1 januari 2021 telde de gemeente 184.077 inwoners.
Er vestigde zich vanaf de jaren dertig in de stad veel import, ook uit het westen van het land, onder wie veel gegoede burgers. Het Onze Lieve Vrouwelyceum bezat als enige katholieke VHMO-school in Breda tot aan de jaren vijftig de facto een monopoliepositie voor het katholiek VHMO, bleef ook daarna prominent en was ook een streekschool voor de wijde omtrek. Pas nadat er twee nieuwe katholieke schoolgemeenschappen waren gesticht of verzelfstandigd, kreeg de school in dit opzicht concurrentie. Een rechtstreekse dochter van het Onze Lieve Vrouwelyceum is het Mencia de Mendozalyceum (oorspronkelijk en bij de verzelfstandiging eerst nog alleen voor meisjes), terwijl vervolgens het nieuw gestichte Newmancollege een derde katholieke middelbare scholengemeenschap vormde. Deze en nog enkele andere scholen vallen bestuurlijk onder de Stichting Katholiek Voortgezet Onderwijs Breda en omgeving (SKVOB e.o.).

## Prominente Nederlanders
De school telt bekende Nederlanders onder haar oud-leerlingen. Zo zijn de volgende personen werkzaam geweest in de politiek en in het openbaar bestuur. Van de vooroorlogse examinandi: Gerard Veldkamp (1921-1990), minister en hoogleraar; van de naoorlogse: Gerrit Brokx (1933 - 2002), staatssecretaris en burgemeester van Tilburg; Peter van Wijmen (1938), staatsraad in buitengewone dienst, oud-hoogleraar en voormalig politicus, Onno Ruding (1939), oud-minister en bankier, Rein Welschen (1941 - 2013), burgemeester van Eindhoven, en Paul Schnabel (1948), socioloog en oud-directeur van het Sociaal en Cultureel Planbureau (SCP).

Ook dr. Piet Zelissen (1941) en mr. Wim van Fessem (1949), beiden oud-lid van de Tweede Kamer voor respectievelijk de KVP en het CDA, zijn oud-leerlingen, evenals Bernard Welten (1955), oud-hoofdcommissaris van politie te Amsterdam.

## Hoogleraren
Een groot aantal oud-leerlingen heeft het later tot hoogleraar gebracht. Alleen al uit de examinandi van 1951-1970 zijn te noemen:
- classicus-jurist Piet Akkermans
- neurochirurg Cees Avezaat
- dr.ir. Karel Asselbergs
- chemisch technoloog Anton Beenackers
- celbioloog Aart van Bel
- mathematisch psycholoog Thom Bezembinder
- voedingskundige Ruud Hermus
- kindergeneeskundige Louis Kollée
- jurist Tijn Kortmann
- natuurkundige en bibliometricus Ton van Raan, Leiden
- sociaal-economisch historicus en geograaf Maurits van Rooijen, Rector of the London School of Business and Finance
- toegepast taalkundige Peter Jan Schellens
- socioloog Paul Schnabel
- historisch geograaf Gerard van de Ven
- natuurbeschermings-jurist Peter van Wijmen

Uit de examinandi van 1971 tot 1990 is te noemen :
- jurist Bruno van Ravels

[verder aan te vullen]
Bijzonder was ook dat enige leraren en oud-leraren geroepen werden tot het hoogleraarsambt. Vanaf 1947 zijn vier neerlandici professor geworden: L.G.J.  Verberne (tevens historicus, en van 1925 tot 1947 ook conrector aan de school), Karel Meeuwesse, Martien J.G. de Jong, en Piet Buijnsters.
Een docent die later een politieke loopbaan volgde, was L.A.H. Albering, politicus voor de KVP, die in 1934 als leraar Nederlands en geschiedenis aan het OLVL was begonnen. Het kon ook gebeuren dat een leraar midden in het schooljaar werd geroepen tot een hoog politiek ambt, zoals bij Gerard Stubenrouch, leraar klassieke talen en wethouder van Breda, die in het kabinet-De Quay onder Cals staatssecretaris van onderwijs werd in de periode 1959-1962.

## Rectoren
De school werd gedurende de eerste halve eeuw van haar bestaan geleid door classici die naast hun onderwijstaak in Breda een proefschrift bewerkten, achtereenvolgens dr. J.G. Gerretzen, dr. Mart F.A. Brok en dr. W.F. Akveld. Tussentijds was ook een reeds gepromoveerde classicus enkele jaren rector van het lyceum, mgr. dr. J.L.M. de Lepper, van juli 1949 tot augustus 1952.

## Andere gepromoveerde leraren
In de eerste decennia van het bestaan der school was de academische geest binnen het docentencorps sterk. Ook andere leraren dan de bovengenoemden wisten voor of naast hun onderwijstaak te promoveren, onder wie de wiskundigen dr. Th.G.D. Stoelinga en dr. M.G. van Tol, de historicus B.A. Vermaseren, de anglistisch literatuurwetenschapper Th. A. Pijpers, de romanist dr. L. van den Boogerd en de historicus dr. C.J.M. Brok.

## Schoolblad
De schoolkrant van het Onze Lieve Vrouwelyceum heet De Sleutelring. De eerste leerling-redacteur was de latere hoofdredacteur van De Volkskrant (1964-1982) Jan van der Pluijm, onder wiens leiding de krant transformeerde van een katholiek dagblad gerelateerd aan de vakbeweging, tot een moderne, open, progressieve krant, waarna zijn opvolger, de eveneens West-Brabantse Harry Lockefeer, dat proces zeer succesvol verder voerde. In de jaren '50 was de rector van de school, dr. Mart Brok, tevens als extern onderwijsmedewerker voor de Volkskrant werkzaam, onder het pseudoniem Meester Frik.   
Verder kunnen als oud- OLV-lyceïst vermeld worden de journalisten Max de Bok, destijds een bekend parlementair journalist voor De Gelderlander, en Jan-Kees Hulsbosch, die in 1997 bij De Volkskrant de eerste ombudsman bij een landelijk dagblad werd.